# Escopette 3340
Pour les articles homonymes, voir Escopette.
L'Escopette 3340 est un pulsoréacteur développé par la SNECMA développant 10 kg de poussée pour un poids de 4,5 kg.

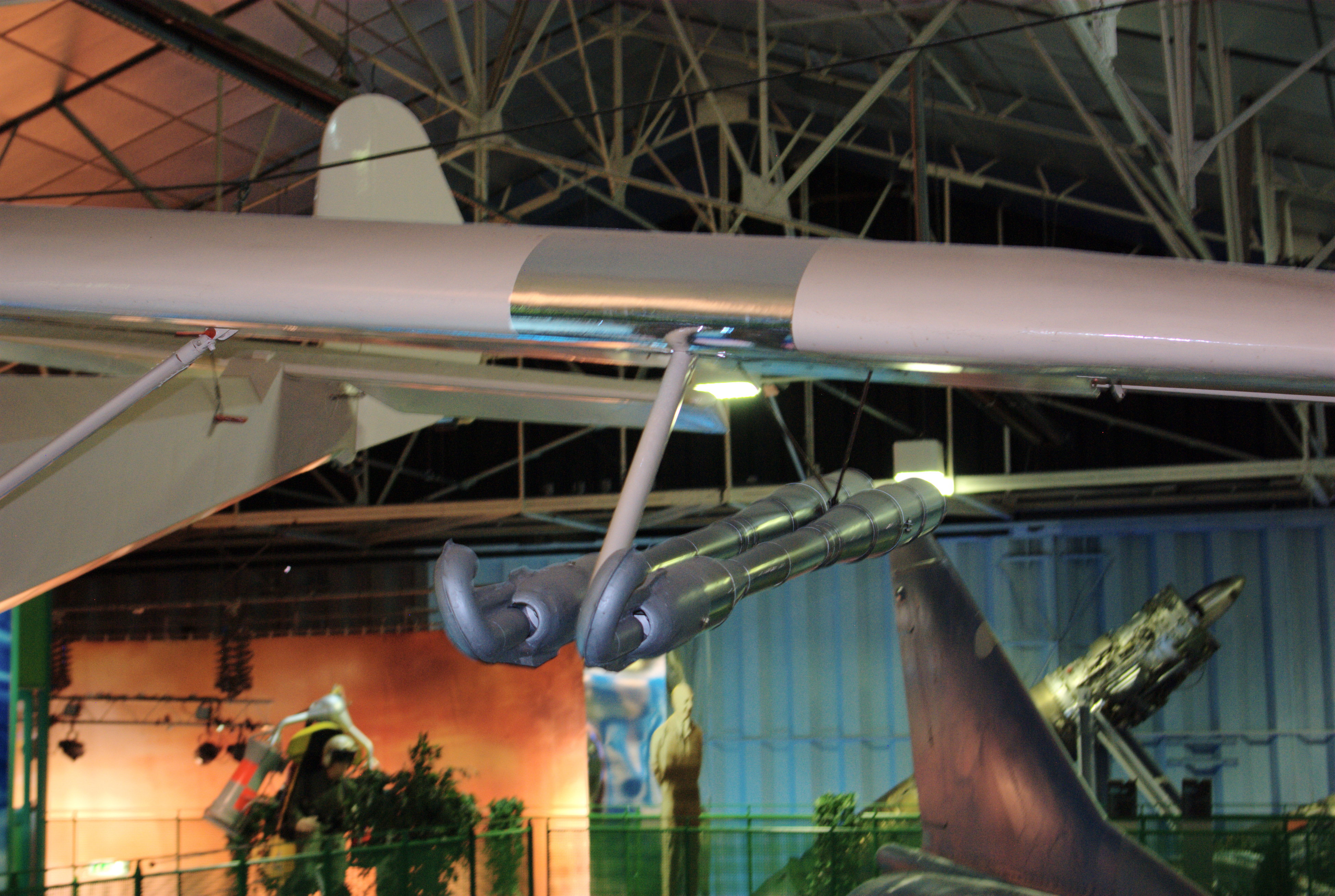
Escopette - Musée Safran

## Développement
L'escopette est un pulsoréacteur Snecma qui fonctionne sans clapet développé par Raymond Marchal vers 1950. Il est testé sur un planeur S.A. 103 Émouchet. Un modèle plus puissant, le Tromblon lui succéde.

## Vols
Le premier vol a lieu le 30 novembre 1950 sur l'aérodrome de Melun-Villaroche. L’Émouchet, piloté par Léon Gouel, est muni de seulement deux Escopette dont le bruit porte à plus de deux kilomètres.
Le décollage se fait par remorquage pour vérifier que le déplacement de la cellule ne perturbe pas le fonctionnement des pulsoréacteurs.
Le 19 décembre, le planeur, muni de quatre Escopette, refait un vol en décollant seul. Raymond Marchal fait quelques vols et invite le champion de vol à voile Éric Nessler à essayer le planeur. Un troisième Émouchet est muni de quatre pulsoréacteurs plus puissants, les Tromblon.
La présentation des "Émouchet hurleurs" est appréciée du public lors des Salons aéronautiques du Bourget de 1951 et 1953.
Malgré une expérimentation poussée, la formule est abandonnée au profit du moteur-fusée.